# Ottokar II de Styrie
Ottokar II, également Otakar, mort le 28 novembre 1122, fut margrave de Styrie de 1082 à sa mort.

## Biographie
Issu de la dynastie des Otakars (en), il est le fils cadet d'Ottokar Ier, nommé margrave de Styrie en 1056, et de son épouse Willibirg d'Eppenstein, sœur du duc Markwart de Carinthie et de l'évêque Adalbéron de Bamberg. À la mort d'Ottokar Ier en 1075, son frère aîné Adalbéron II a d'abord succédé à son père en tant que margrave.
Lors de la querelle des Investitures qui oppose la papauté et le Saint-Empire, il prend cause pour le pape Grégoire VII et entre en conflit avec son frère Adalbéron, soutien du roi Henri IV. Mis au ban, Adalbéron est contraint de démissionner en faveur de son frère. Il a été assassiné vers 1082, date à laquelle Ottokar II apparaît comme margrave. 
Lors de son avènement au pouvoir, il fonde un couvent de chanoines à Garsten près de Steyr (aujourd'hui en Haute-Autriche), qui est devenu un prieuré bénédictin subordonné à l'abbaye de Göttweig en 1107 plus une abbaye autonome du diocèse de Passau. En 1117, il fut bailli (Vogt) de l'abbaye de Nonnberg à Salzbourg. 
À l'extinction de la dynastie des Eppenstein, ducs de Carinthie, en 1122, Ottokar hérite de leurs possessions dans les vallées de la Mur et de la Mürz. Tandis que le duché de Carinthie passa à Henri IV de Sponheim, la marche de Styrie a obtenu une large autonomie.

## Mariage et enfants
Ottokar II épouse vers 1090 Élisabeth de Babenberg († 1107), fille du margrave Léopold II d'Autriche et d'Ida de Cham, avec qui il a trois enfants :
1. Léopold († 1129), margrave de Styrie ;
2. Cunégonde (morte le 28 juillet 1161), mariée à Bernard, comte de Sponheim-Marburg ;
3. Willibirg (morte le 18 janvier 1145), mariée à Ekbert II, comte de Formbach-Pitten.

Ottokar IV (1163-1192), arrière-petit-fils d'Ottokar II, devient le premier duc de Styrie en 1180. Lorsqu'il meurt sans héritier en 1192, la Styrie échoit à la maison de Babenberg. 